# 211 окремий батальйон територіальної оборони (Україна)
211 окремий батальйон 122 окремої бригади територіальної оборони (211 об 122 обр ТрО, в/ч А7380) – кадроване ( у мирний час) військове формування у складі Регіонального управління «Південь» Сил територіальної оборони Збройних сил України з базуванням в місті Ізмаїл.

## Формування та бойовий шлях
Батальйон утворено 18 січня 2022 року у місті Ізмаїл Одеської обл.  на підсилення бойових спроможностей Одеської області. Становлення батальйону було довірено підполковнику СЕРГЄЄВУ А.А.. З початком повномасштабного вторгнення комплектувався переважно добровольцями з української бесарабії, що повністю розвіяло російські наративи щодо антиукраїнських поглядів місцевого населення.

### Оборона одеської області (02.2022-10.2023)
Разом з першими ракетами 24 лютого 2022 року в області різко активізувалися сплячі диверсійні групи. Ворогом ставилася задача обрізати Україні доступ до моря. Разом з боями за острів Зміїний не менш важливим було забезпечити безпеку дельти Дунаю, що і було виконано військовослужбовцями батальйону.
У березні 2023 року здійснено посилення державного кордону на лінії зіткнення невизнаним псевдо-державним терористичним угрупованням «придністровська молдавська республіка». Мобільними групами збиваються перші ракети та Shahed-136.

### Захист Миколаївщини (10.2023-09.2024)
Восени 2023 року внаслідок успішних дій Сил Оборони України небезпека для Одеської області поступово знижується та командуванням приймається рішення щодо залучення батальйону на території Куцурубської ОТГ для ведення бойових дій зі знищення ворога на Кінбурському півострові та протидії висадці десанту, виконанню завдань в напрямку протиповітряної оборони, зокрема із застосуванням ударних БпЛА, що завдає противнику сліпоти та зменшує можливості реагувати на дії СОУ.

### Бої за Покровськ (09.2024-01.2025)
Загартували дух та удосконалили свій досвід у знищенні противника військовослужбовці батальйону в обороні наближених до м. Покровськ населених пунктів – Удачне, Шевченко, Миколаївка, Гродівка, Воздвиженка, Звірове.

### Оборона Чернігівщини (01.2025-02.2025)
Виведений на відновлення наприкінці 2025 року батальйон продовжив роботу з ведення повітряної розвідки та прикриття ДКУ від ворожих дій противника.

### Оборона Сумщини (02.2025 – т.ч.)
З лютого 2025 року військовослужбовці батальйону виконують завдання на лінії зіткнення з російською федерацією в Сумській області.

## Полеглі герої
Старший солдат ТЕСЛЕНКО Максим Олексійович народився 27.11.1981 р.,загинув 07.08.2024 р. Відзнака міністра ОУ «Хрест сил територіальної оборони»(Наказ міністра ОУ №871 від 05.06.2024 р.).Медаль «Захиснику Вітчизни» (Указ Президента України від 30.09.2024 року №649).
Старший сержант ЗАВОЛОКА Андрій Миколайович народився 09.12.1975 р., загинув 05.10.2024 р.
Старший солдат КУШНІР Вадим Володимирович народився 09.11.1985 р.,загинув 20.10.2024 р. Відзнака Президента України «За оборону України» (Указ Президента України від 05.08.2022 р. №559/2022. Серія ОУВ №0063830).
Солдат ПАРОВАЙ Вадим Миколайович народився  15.01.1991 р., загинув  01.12.2024 р.
Старший солдат ХОЛОДОВ Ігор Ігорович народився 05.11.1988 р.,  загинув 17.12.2024 р..
Молодший сержант ДОБРОТА Борис Михайлович народився 24.02.1998 р.,загинув 23.01.2025 р. Памʼятна відзнака «На захисті та обороні» (Наказ командира військової частини А7051 №738 від 03.12.2024 р.).
Молодший лейтенант ГРАМАТИК Степан Гаврилович народився 27.05.1984 р., загинув 24.04.2025 р..
Молодший сержант ВИШЕНЬКО Сергій Юрійович народився 14.12.1994 р., загинув 24.04.2025 р., Відзнака МОУ нагрудним знаком «За зразкову службу» (Наказ МОУ №108 від 14.07.2024 р.), Нагрудний знак «Золотий Хрест» (Наказ ГК ЗСУ №1273 від 05.09.2024 р.).

## Командування
підполковник СЕРГЄЄВ Андрій Анатолійович 02.2022 – 03.2022 рр.
майор ДОЛГОВ Сергій Валентинович 03.2022 – 05.2022 рр.
підполковник КУЧМА Андрій Миколайович 05.2022 – 09.2024 рр.
майор, ДЄЛІГІОЗ Андрій Володимирович 09.2024 -04.2025 рр.
майор РОЗДАЙБІДА Дмитро Олександович 04.2025 – по т.ч.)